# 그바르데이스크

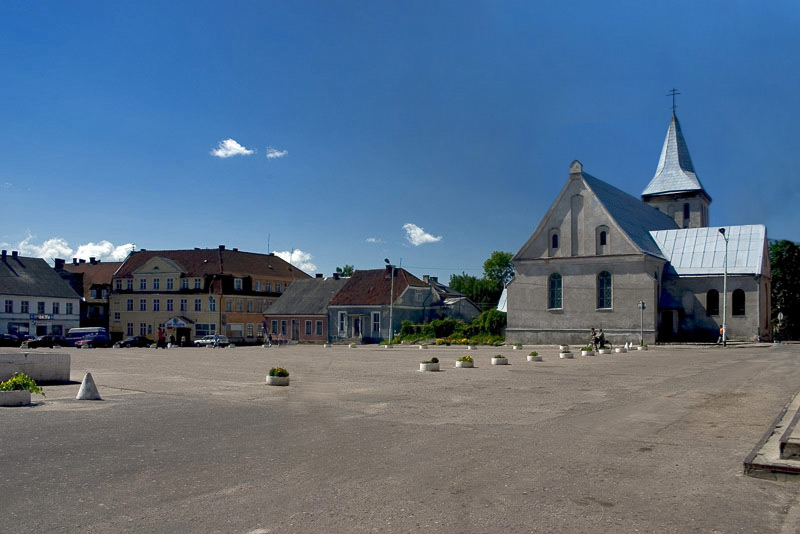

그바르데이스크(러시아어: Гварде́йск)는 러시아 칼리닌그라드주의 도시이다. 1946년 이전에는 타피아우(독일어: Tapiau, 리투아니아어: Tepliava)라 불렸다. 칼리닌그라드에서 38 km 떨어진 지점에 있고, 프레골랴강이 흘러가는 지점에 위치해 있다. 그바르데이스크에 대한 기록은 1255년에 나타났는데, 여기는 고대 프로이센인들의 거주지였다. 튜턴 기사단이 이곳에 요새를 세웠는데, 1283년에서 1290년에 파괴되었다가 다시 재건되었다. 인구는 1만 4,572명(2002년)이다.